# Servicio Aerofotográfico Nacional
El Servicio Aerofotográfico Nacional es un servicio de fotografías aéreas del Perú, forma parte de la Dirección de Vigilancia y Reconocimiento Aéreo. Está ubicado en la Av. Gral. Edmundo Aguilar Pastor, Lima 15063.

## Historia
Fue creado en 1942, siendo su primer proyecto aerofotográfico del país: Lima 100, equipado con la tecnología más avanzada de la época, y a lo largo de su historia ha mantenido esa ventaja. Su primer avión fue Grumman y su primera cámara Fairchild.

"La fotografía en el Perú se inicia con el Servicio Aerofotográfico Nacional. Para ello llegó una misión extranjera. La Fuerza Aérea del Perú (FAP) nació como tal en 1950."
Coronel José Quintana Castrillón

El servicio fue absorbido por la FAP y tomó diversos nombres, entre ellos Dirección General de Aerofotografía. 
El Servicio Aerofotográfico Nacional tomó las fotografías aéreas para elaborar la cartografía básica de la escala de 1 a 100.000. La carta fue financiada por el Defense Mapping Agency, de Estados Unidos, quien los financio y también al  Instituto Geográfico Nacional elaboraran la Carta Nacional.

## Actualidad
Hoy cuenta con aeronaves Lear Jet 36A, Turbo Comander y C-26B. Tiene a su disposición una amplia y especial infraestructura, así como tecnología de vanguardia de Sensores Aerofotográficos Digitales, Topografía automatizada, Fotogrametría Digital y más de un millón de fotografías aéreas.  Incluyen todas las imágenes que se hicieron en vuelos a gran altura para confeccionar la Carta Nacional.
Ahora se enfoca en las operaciones militares. Las “de apoyo” se hacen con requerimientos específicos. La prioridad es el trabajo ante las amenazas internas: la minería ilegal, el terrorismo en el Vraem, el tráfico ilícito de drogas y la gestión de riesgos.

## Fotografías
Las fotografías con que cuenta son oblicuas y verticales. La mayoría de las fotografías oblicuas, alrededor de 30,000 han sido digitalizadas y presentan paisajes urbanos y rurales, desfiles militares, fiestas patronales, espacios arqueológicos, nevados, o el trabajo de María Reiche en las Líneas de Nasca.

### Usos
Las fotografías que el Servicio Aerofotográfico Nacional hizo en la década de los 40, se usan mayormente para el registro de sitios arqueológicos desaparecidos, para generar modelos tridimensionales permitiendo un mejor registro tanto en superficie como durante el proceso de excavación de algún sitio arqueológico. Por esta razón, se explora el uso de las fotografías aéreas antiguas  debido a que nuestra cartografía que ha sido generada por proyectos aerofotográficos del Servicio Aerofotográfico Nacional, lo que garantiza su fiabilidad. De esta manera, es posible reconstruir paisaje ya modificado en nuestros días como consecuencia del avance urbano así como mejorar el registro físico de sitios arqueológicos ya desaparecidos.